# 出穂期
出穂期（しゅっすいき）とは、穂を形成する作物において、4〜5割の穂が出穂した時期のこと。
イネでは田植えをしてから早稲（わせ）では50日、晩稲（おくて）では80日後ごろである。この時期に天候が不順だと受粉が進まず、収獲量に影響が出る。晴天であればいいと言うこともなく、温度と湿度も重要な要素となる。雷光を稲光、稲妻とも言うが、古代の人が雷が稲を孕ませると考えていた所に由来している。